# Косенко, Константин Николаевич
Константин Николаевич Косенко (укр. Костянтин Миколайович Косенко; 1 января 1952 года, Ходоров, Украинская ССР — 29 декабря 2013 года, Киев, Украина) — украинский врач и учёный-стоматолог, член-корреспондент НАМН Украины (с 2003).

## Биография
Родился 1 января 1952 года в городе Ходоров Дрогобычской области (ныне во Львовской области) в семье врача-стоматолога Николая Иосифовича и медсестры Людмилы Николаевны Косенко.
В 1969 году окончил школу и поступил в Одесский медицинский институт им. Пирогова
В 1974 году направлен на научную работу в Одесский научно-исследовательский институт стоматологии в детское отделение под руководством профессора Р. Г. Синицына.
С 1992 г. — директор Института стоматологии НАМН Украины.
Заведующий кафедрой терапевтической стоматологии Одесского национального медицинского университета, постоянный представитель Украины во Всемирной федерации стоматологов (FDI), член Международной стоматологической академии, председатель проблемной комиссии, член Ученого совета Минздрава и НАМН Украины по стоматологии, главный редактор журналов «Вестник стоматологии» и «Дентальные технологии», член редакционного совета ряда украинских и международных стоматологических изданий.

## Научная работа
Автор 235 научных трудов, 15 монографий, 13 учебных пособий и учебников, 13 методических рекомендаций, 30 авторских свидетельств и патентов на изобретения.

### Основные научные труды
- Концепция реформирования стоматологической помощи населению Украины (1999)
- Состояние стоматологической помощи и перспективы её развития (2000)
- Профилактическая гигиена полости рта (2003)
- Методическое руководство для стоматологов по внедрению комплексной систем профилактики стоматологических заболеваний у детского населения Украины(2006)
- Алгоритмы оказания амбулаторно-поликлинической стоматологической помощи (2008)
- Учебное пособие «Лечебно-профилактические зубные эликсиры» (2010)
- Монография «Состояние стоматологической помощи населению Украины в 1981—2009 годах. Проблемы и перспективы» (2011)
- Монография «Институт стоматологии НАМН Украины-85 лет традиций и служения стоматологии (1928—2013)» (2013)

## Награды и звания
Награждён орденом «За заслуги» III степени, Почетной грамотой ВР Украины «За заслуги перед украинским народом». Доктор медицинских наук (1994), профессор (2000), Заслуженный деятель науки и техники Украины (2003), член-корреспондент НАМН Украины (2003).